# Пьотър Пахтусов
Пьотър Кузмич Пахтусов (на руски: Пётр Кузьмич Пахтусов) е руски мореплавател, полярен изследовател.

## Произход и образование (1800 – 1821)
Роден е на 20 март 1800 г. в Кронщат, Руска империя, в семейство на флотски унтер-офицер. Поради това, че рано остава сирак, е изпратен в Архангелското военно училище за сираци. През 1816 г. е прехвърлен в Кронщадското щурманско училище и по време на обучението си посещава Франция и Испания. На обратния път корабът, на който плават стажантите, претърпява корабокрушение край бреговете на Дания и спасилите се моряци известно време прекарват в Копенхаген.
След завършването на училището през 1820 г., унтер-офицер Пахтусов е изпратен в Архангелск за участие в хидрографски дейности.

## Изследователска дейност (1821 – 1835)
В периода 1821 – 1826 г. участва в експедицията на Иван Никифорович Иванов, по време на която изследва река Печора и Печорския залив, остров Колгуев и бреговете на Нова Земя.
През 1827 – 1831 измерва дълбочината и уточнява бреговата линия на Бяло море под ръководството на лейтенант Михаил Францевич Рейнеке и по негово настояване е произведен в чин прапоршчик.
В края на 20-те години на XIX в. в Архангелск възниква търговска компания, целта на която е да осъществи морски път от Архангелск до устието на Енисей. По нейно настояване щурман Пахтусов на кораба „Нова Земя“ с екипаж от 9 души е натоварен да извърши първото описание на източното крайбрежие на Нова Земя.
През лятото на 1832 г. Пахтусов превежда кораба през протока Карски Врати и след като описва част от северния бряг на протока, решава да зимува там поради настъпващата зима. През пролетта на 1833 г. извършва пеши походи за изследване на южното крайбрежие на Южния остров. През юни, след като се стопяват ледовете, с лодка започва изследване и картиране на целия източен бряг на Южния остров на Нова Земя. Открива редица заливи, носове и острови, в т.ч. залива Рейнеке (юни 1833, на южното крайбрежие, 70°36′ с. ш. 56°35′ и. д. / 70.6° с. ш. 56.583333° и. д.), залива Савин (71°32′ с. ш. 55°45′ и. д. / 71.533333° с. ш. 55.75° и. д.), залива Литке (21 юли, 72°26′ с. ш. 55°30′ и. д. / 72.433333° с. ш. 55.5° и. д.) и залива Шуберт (12 август, 72°44′ с. ш. 55°47′ и. д. / 72.733333° с. ш. 55.783333° и. д.). На 25 август 1833 достига до източния вход на протока Маточкин Шар, преминава през него от изток на запад, достига до устието на река Печора, а след това по суша се добира до Архангелск.
През 1834 г. с два кораба, втория командван от Август Карлович Циволко, влиза в протока Маточкин Шар, но не успява в опита си да се придвижи на изток и в началото на октомври остава да зимува в западната част на протока. През април 1835 г. описва южния бряг на протока. През юли двамата се опитват да заобиколят откъм запад северната част на Нова Земя, но един от корабите е смачкан от ледовете. Хората се спасяват в лодките и по пътя на юг са картирани о-вите Панкратев (76°10′ с. ш. 60°15′ и. д. / 76.166667° с. ш. 60.25° и. д.), о-вите Горбов (75°56′ с. ш. 59°07′ и. д. / 75.933333° с. ш. 59.116667° и. д.), Южните Крестови о-ви (76°02′ с. ш. 59°33′ и. д. / 76.033333° с. ш. 59.55° и. д.) и някои заливи на западния бряг на Северния остров.
С нова голяма лодка и с екипаж от шест души преминава през Маточкин Шар и изследва източния бряг на Северния остров, от протока на юг до 74º 24`с.ш. Близо до източния бряг на Северния остров, на 74°25′ с. ш. 59°18′ и. д. / 74.416667° с. ш. 59.3° и. д., открива о-вите Пахтусов (21 км2). По-нататъшното придвижване е невъзможно поради непроходими ледове, Пахтусов поема обратно и на 19 октомври 1835 г. се завръща в Архангелск.

## Смърт (1835)
Малко след завръщането си в Архангелск заболява тежко и умира на 7 ноември 1835 г. на 35-годишна възраст.

## Памет
Неговото име носят:
- езеро Пахтусов (70°44′ с. ш. 56°53′ и. д. / 70.733333° с. ш. 56.883333° и. д.), в южната част на Южния остров на Нова земя;
- залив Пахтусов (70°33′ с. ш. 56°45′ и. д. / 70.55° с. ш. 56.75° и. д.) на Баренцово море, на южното крайбрежие на Южния остров на Нова земя;
- остров Пахтусов (76°42′ с. ш. 95°46′ и. д. / 76.7° с. ш. 95.766667° и. д.), в о-вите Пахтусов, в централната част на архипелага Норденшелд;
- остров Пахтусов (74°25′ с. ш. 59°17′ и. д. / 74.416667° с. ш. 59.283333° и. д.), в о-вите Пахтусов, в близост до източния бряг на Северния остров на Нова земя;
- о-ви Пахтусов (76°42′ с. ш. 95°37′ и. д. / 76.7° с. ш. 95.616667° и. д.), в Карско море, в централната част на архипелага Норденшелд;
- о-ви Пахтусов (74°25′ с. ш. 59°17′ и. д. / 74.416667° с. ш. 59.283333° и. д.), в Карско море, в близост до източния бряг на Северния остров на Нова земя;
- о-ви Пахтусов (42°54′ с. ш. 131°39′ и. д. / 42.9° с. ш. 131.65° и. д.), в Японско море, в залива Петър Велики;
- планина Пахтусов (965 м), в централната част на остров Западен Шпицберген, в архипелага Шпицберген;
- проток Пахтусов (75°55′ с. ш. 59°08′ и. д. / 75.916667° с. ш. 59.133333° и. д.), в Баренцово море, отделящ остров Берх от Северния остров на Нова земя;
- улица „Пахтусов“ в Москва.